# Zbiór rekurencyjny
Zbiór rekurencyjny – podzbiór {\displaystyle X\subseteq \mathbb {N} } (zbioru liczb naturalnych), dla którego można skonstruować algorytm, który w skończonym czasie rozstrzyga, czy dana liczba należy do zbioru, czy też nie. Inne nazwy tego pojęcia to zbiór obliczalny oraz zbiór rozstrzygalny.
Własność ogólniejsza (słabsza) to bycie zbiorem rekurencyjnie przeliczalnym.

## Definicje
- Zbiór {\displaystyle X\subseteq \mathbb {N} } jest zbiorem rekurencyjnym, jeśli istnieje funkcja rekurencyjna {\displaystyle f\colon \mathbb {N} \longrightarrow \mathbb {N} } taka, że dla każdego {\displaystyle n\in \mathbb {N} }

{\displaystyle f(n)=0} wtedy i tylko wtedy, gdy {\displaystyle n\in X}
- Zbiór {\displaystyle X\subseteq \mathbb {N} } jest zbiorem rekurencyjnie przeliczalnym, jeśli istnieje funkcja rekurencyjna {\displaystyle f\colon \mathbb {N} \longrightarrow \mathbb {N} } taka, że {\displaystyle X=\{f(n)\colon n\in \mathbb {N} \}.}

## Przykłady
Następujące zbiory są rekurencyjne:
- zbiór pusty
- zbiór liczb naturalnych {\displaystyle \mathbb {N} }
- każdy skończony podzbiór {\displaystyle \mathbb {N} }
- zbiór liczb pierwszych

## Podstawowe własności
- Każdy zbiór rekurencyjny jest też zbiorem rekurencyjnie przeliczalnym.
- Nieskończony zbiór rekurencyjnie przeliczalny musi zawierać nieskończony podzbiór rekurencyjny.
- Istnieją zbiory rekurencyjnie przeliczalne, które nie są rekurencyjne.
- Zbiór {\displaystyle X\subseteq {\mathbb {N} }} jest rekurencyjny wtedy i tylko wtedy, gdy zarówno {\displaystyle X,} jak i {\displaystyle \mathbb {N} \setminus X} są rekurencyjnie przeliczalne.
- Jeśli zbiory {\displaystyle X,Y\subseteq \mathbb {N} } są rekurencyjne, to także zbiory {\displaystyle X\cap Y,X\cup Y} oraz {\displaystyle \mathbb {N} \setminus X} są rekurencyjne.